# 法庭科学
法證科學（英語：forensic science）是一種利用科學手段處理、解決與司法體系利益相關問題的科學。其主要針對刑事及民事案件。此外與法律體系相關，法醫學更多強調與運用與事實、事件、物理標的事物（例如犯罪現場、屍體）相關的學術及科學方法論及理論。關於一些在司法體系外的事物鑑定，往往也與此領域相關。
在古羅馬時期，一個罪犯通常在要法庭上面對一群公民個體進行陳述。 罪犯和逮捕方都要根據各自立場去進行辯護或陳述。其個人言辭和表達往往決定案件的結果。這一遠離導致了這一詞的廣泛運用——一種司法證據形式和一類公共陳述。

## 词源
英语中 forensic 一词源自拉丁语形容词 forēnsis，意为“古罗马广场，公共集会场所”。在古罗马时期，刑事指控需要在古罗马广场的公开场合辩论。因此，forensic 一词有着“和法庭有关的”“和公开辩论有关的”意思。

## 發展與運用
世界各國的法醫定位並不相同，視法規不同而可大略分為歐陸法系和英美海洋法系兩大群。一般說來在歐陸法系的國家（如德、法、日、中），法醫的角色僅在於確定死因是否有隱藏之背後犯罪事實，若確定有犯罪事實之後才會進行解剖。海洋法系的國家（如英、美）對於解剖之認定則較為鬆散，只要發現死者之死因非自然死，即可進行解剖，因此在英美兩國之屍體解剖率較諸歐陸法系國家高出許多。在法醫的養成方面，英美法系多以病理科醫師從事之，因法醫學在英美兩國之定義幾乎等同於法醫病理學；而歐陸法系之國家則有較為完善之法醫專科醫師之訓練制度。
此外，各相關學門的應用也逐漸增多：在犯罪者患有精神疾病的情況下，法醫精神病學應運而生，其以判定犯罪者在犯罪當時是否有可供譴責之犯意，以釐清責任歸屬的問題。在大規模災難（如空難、海嘯等等）的現場，屍體數量眾多，導致難以進行人身的辨識，法醫口腔學的技巧，利用齒模來作比對鑑定，便可節省許多辨識的時間。其他如法醫病理學、法醫毒物學、法醫血清學等學門，都逐漸增加了法醫學的範圍和領域。

### 在衝突和災害情況下的運用
法醫學是一種澄清失踪者命運的新式方法。唯一擁有法醫學專業知識的人道組織紅十字國際委員會首席法醫專家莫里斯認為，出於人道目的，法醫在涉及搜索、尋回、以有尊嚴的方式管理武裝衝突和災難受難者遺體並在可能的情況下確認其身份的全部事項中發揮關鍵作用。 在災害、衝突和遷徙情況下，由於時局的動盪和死亡人數的巨大，尋找並辨認屍體是一件較為困難的工作。此時，法醫學所具備的專業性為屍體辨認並最終歸還家屬提供便利，而這也是保證死者尊嚴的最好方式。
在武裝衝突中，國際人道法規定，喪生者的遺體必須得到有尊嚴的妥善處理；而在災害情況下，更是要求法醫能夠及時收集、管理屍體，並在適合時間歸還家人。但出於各國實際情況的不同，可能在人力物力以及所需專業知識方面有所缺乏，特別是在緊急情況下會對失踪人員命運的澄清形成挑戰。以紅十字國際委員會的法醫服務為例，其服務包括在處理死者遺體方面為當地政府和專家提供一些建議和支持；提供一些緊急情況應對的培訓，包括在緊急情況下遺體的修復和運輸，以及對死者身份的確認，以便能儘早找到死者的家人並將遺體歸還給他們。

## 方法

### 指紋採證
因為指紋具有四大特性：個人不同、永久不變、觸物留痕、損而復生，可作為重要證物

#### 方法
粉末法利用碳粉、磁粉於物體上輕抹，使粉末附著於指紋痕表面，並用指紋膠片保存，此方法適用於光滑的表面。
寧海德林試劑法此方法適用於紙張，利用寧海德林試劑（Ninhydrin）接觸紙張並加熱，使其與指紋中的氨基酸反應，產生效果。

## 法醫學領域
- 法醫倫理學
- 法醫病理學 (Forensic Pathology)
- 臨床法醫學 (Clinical Forensic Science)
- 法醫物證學
- 法醫血清學 (Forensic Serology)
- 法醫人類學（Forensic Anthropology）
- 法醫牙科學 (Forensic Dentistry)
- 法醫化學（Forensic Chemistry）
- 法醫放射學 (Forensic Radiology)
- 法醫毒物學 (Forensic Toxicology)
- 法醫精神病學（Forensic Psychiatry）
- 法醫昆蟲學（Forensic Entomology）
- 法醫學 (Medical jurisprudence/legal medicine)

### 受控医学词表
- CPT （当代操作术语集）
- ICD （國際疾病與相關健康問題統計分類）
  - ICD-10
- LOINC （观测指标标识符逻辑命名与编码系统）
- MeSH （医学主题词）
- SNOMED CT （医学术语系统命名法－临床术语）
- UMLS （一体化医学语言系统）

## 參见
- 仵作
- 監察醫（日本）